# Salacia elegans
Salacia elegans är en benvedsväxtart som beskrevs av Friedrich Welwitsch. Salacia elegans ingår i släktet Salacia och familjen Celastraceae. Utöver nominatformen finns också underarten S. e. inurbana.